# Larry Woods
Larry Dobie Woods (Rogersville, 11 maggio 1948) è un ex giocatore di football americano statunitense che ha giocato nel ruolo di defensive tackle per sei stagioni nella National Football League (NFL). Fu scelto nel corso del quarto giro (100º assoluto) del Draft NFL 1971 dai Detroit Lions. Al college ha giocato a football all'Università statale del Tennessee.

## Carriera professionistica
Woods fu scelto nel corso del quarto giro del Draft 1971 dai Detroit Lions. Nella sua seconda stagione da professionista divenne titolare ai Lions disputando 12 partite. Nel 1973, Larry passò ai Miami Dolphins e nella sua unica stagione in Florida vinse il Super Bowl VIII quando i Dolphins sconfissero i Minnesota Vikings 24-7 il 13 gennaio 1974. La stagione successiva, Woods giocò ai New York Jets dove funse principalmente da defensive tackle di riserva e da giocatore degli special team. Nel 1976, Larry si trasferì nella neonata franchigia dei Seattle Seahawks con cui disputò l'ultima stagione della carriera.

## Vittorie e premi
Vincitore del Super Bowl VIII

## Statistiche
| Partite totali | 48 |